# گلیکان
گلیکان (انگلیسی: Glycan) و همچنین پلی‌ساکارید اصطلاحاتی هستند که آیوپاک آن‌ها را برای «ترکیباتی که حاوی مقادیر زیادی از تک‌قندی‌ها بوده و با پیوندهای قندی به‌هم متصلند» بکار می‌برد.
با این‌حال، در عمل، واژهٔ گلیکان، برای بخش قندیِ یک ترکیب گلیکوکونژوگه همچون گلیکوپروتئین، گلیکولیپید و پروتئوگلیکان بکار می‌رود، حتی اگر آن قند، یک الیگوساکارید باشد.
گلیکان‌ها عموماً تنها از پیوندهای «O-گلیکوزیدی» مابین مونوساکاریدها به وجود آمده‌اند.